# Haripunchai
Haripunchai o Haripunjaya (en tailandés: หริภุญชัย, en jemer: ហរិបុញ្ជ័យ, Hariponhchey, en Pali: Haribhuñjaya) fue un reino Mon en el norte de la actual Tailandia en los siglos antes de que los tailandeses se mudaran a la zona. Su capital estaba en Lamphun, que en ese momento también se llamaba Hariphunchai. En 1292, la ciudad fue asediada y capturada por Mangrai del reino tailandés de Lan Na.

## Establecimiento
Según las crónicas de Camadevivamsa y Jinakalamali, la ciudad fue fundada por un ermitaño llamado Suthep en 629, y el gobernante Mon del Reino Lavo (actual Lopburi) envió a su hija Jamadevi a convertirse en su primera reina. Sin embargo, esta fecha ahora se considera demasiado temprana, y el comienzo real se ubica alrededor del 750. En ese momento, la mayor parte de lo que ahora es el centro de Tailandia estaba bajo el dominio de varios estados de la ciudad de Mon, conocidos colectivamente como el Reino Dvaravati. La reina Jamadevi dio a luz a gemelas, la mayor la sucedió como gobernante de Lamphun y la más joven se convirtió en gobernante de la vecina Lampang.

## Florecimiento y caída
El reino bajo el rey Adityaraja, entró en conflicto con los jemeres en el siglo XII. Las inscripciones de Lamphun de 1213, 1218 y 1219, mencionan al rey Sabbadhisiddhi que otorga monumentos budistas.
Las crónicas dicen que los jemeres sitiaron sin éxito a Hariphunchai varias veces durante el siglo XI. No está claro si las crónicas describen eventos reales o legendarios, pero los otros reinos de Dvaravati, de hecho, cayeron en manos de los jemeres en este momento. El comienzo del siglo XIII fue un tiempo de oro para Hariphunchai, ya que las crónicas hablan solo de actividades religiosas o de la construcción de edificios, no de guerras. Sin embargo, Hariphunchai fue asediado en 1292 por el estado de Lan Na, quien lo incorporó a su reino de Lan Na ("Un millón de campos de arroz").

## Lista de gobernantes
Nombres de monarcas del reino de Hariphunchai según Tamnan Hariphunchai:
Camadevi, Hanayos, Kumanjaraj, Rudantra, Sonamanjusaka, Samsara, Padumaraj, Kusadeva, Nokaraj, Dasaraj, Gutta, Sera, Yuvaraj, Brahmtarayo, Muksa, Traphaka, Uchitajakraphad, Kampol, Jakaphadiraj, Vasudev, Yeyyala, Maharaj, Sela, Kanjana, Chilanka, Phunthula, Ditta, Chettharaj, Jeyakaraj, Phatijjaraj, Thamikaraj, Ratharaj, Saphasith, Chettharaj, Jeyakaraj, Datvanyaraj, Ganga, Siribun, Uthen, Fantasma, Atana, Havam, Trangal, Yotta, Yip.
- Datos: Q255931